# János Moser
János Moser (* 1989 in Aarau) ist ein Schweizer Schriftsteller.

## Leben
János Moser wuchs in Suhr auf. Er studierte Germanistik und Geschichte in Bern, Berlin und Zürich. 2011 wurde ihm ein Werkbeitrag des Aargauer Kuratoriums zugesprochen. Neben Kurzgeschichten schrieb er das Theaterstück Der weisse Kalong, das 2016 von Schülerinnen und Schülern der Alten Kantonsschule Aarau aufgeführt wurde.
2012 veröffentlichte János Moser seinen ersten Erzählband Das Kaninchen und der Stein beim Wolfbach Verlag. Im Herbst 2017 erschien sein Debütroman Im Krater beim Waldgut Verlag.

## Werke
- Das Kaninchen und der Stein, Erzählungen. Wolfbach Verlag, Zürich 2012, ISBN 978-3-905910-32-2.
- Der Graben, Erzählungen. Wolfbach Verlag, Zürich 2015, ISBN 978-3-905910-57-5.
- Im Krater, Roman. Waldgut Verlag, Zürich 2017, ISBN 978-3-03740-121-7.
- Der Leopardenmeister, Phantastika. Caracol Verlag, Zürich 2017, ISBN 978-3-907296-07-3.[3]